# Тютюнові вироби

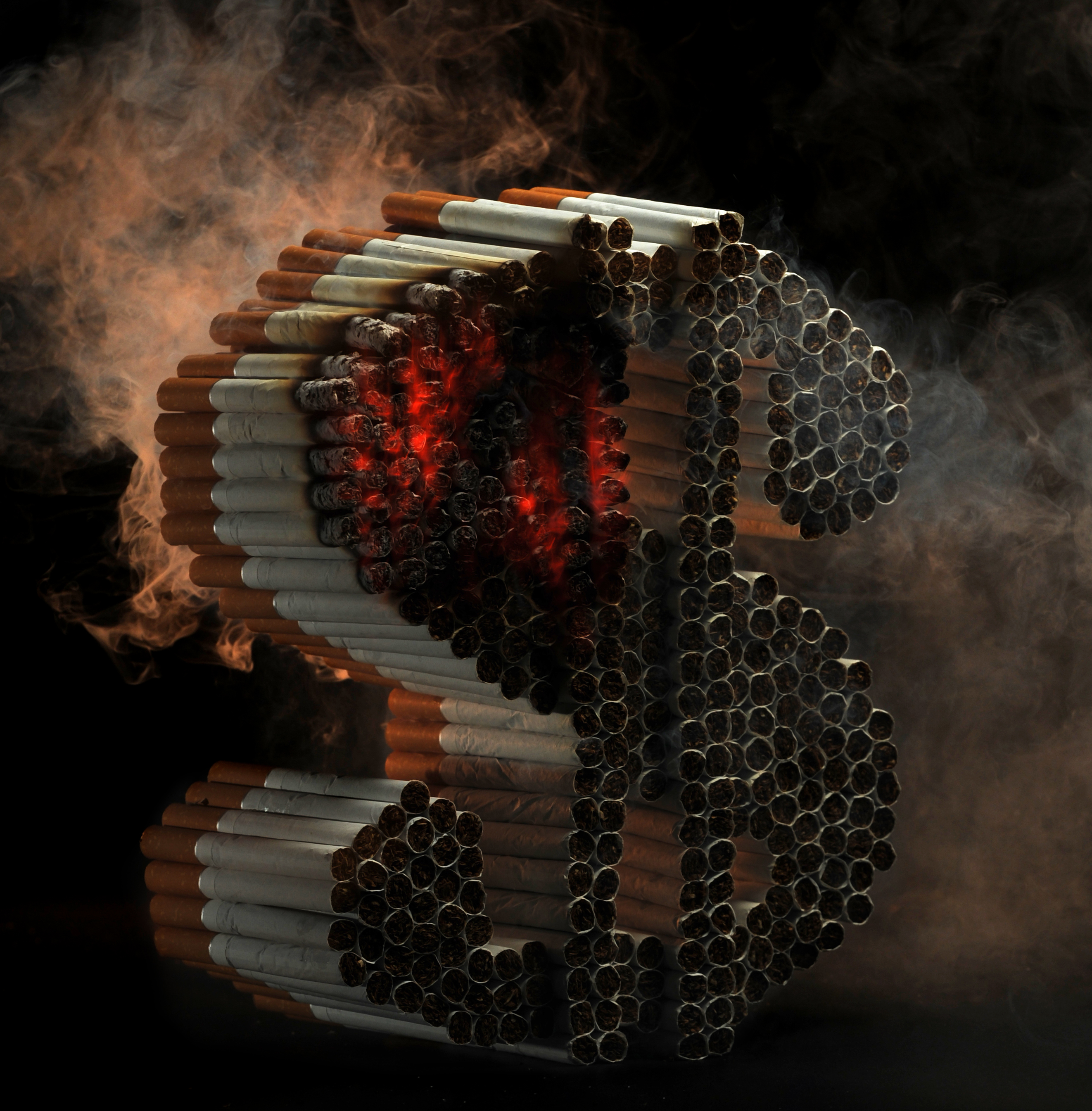
Агітаціний плакат проти куріння

Тютюно́ві ви́роби — поняття, яким на споживчому ринку окреслюють регулярно обновлювані асортименти таких типів виробів з тютюну: сигарети (овальні, круглі, з фільтром, без фільтра); цигарки; сигари й сигарили (ручні, машинні, з різаного тютюну й з аркуша, з натуральним покривом і покривом з відновленого тютюну); люльковий; нюхальний; смоктальний; жувальний тютюн; тютюн для самокруток; тютюнова суміш для кальянів; тютюновий пил, тютюнові есенції та екстракти, промислові замінники тютюну: тютюнові відходи, тютюн «гомогенізований» або «відновлений», тютюнові листи та інші вироби з тютюну чи його замінників для куріння, нюхання, смоктання чи жування. В цілому, доповнюється непопулярними в Україні тютюновими виробами, як біді, насвай і т. д. і поділяються на дві основні групи — димові (охоплює люльковий, сигарний (сигариловий), сигаретний, самокрутний тютюни та тютюн для біді) і бездимові (жувальний, нюхальний, смоктальний, снюс та насвай) в залежності від способу застосування.

## Тютюнова сировина
З метою виготовлення тютюнових виробів використовують в основному два види тютюну — махорка (N. rustica L.) і тютюн звичайний (N. tabacum L.) та безліч їхніх сортів, які залежно від їх фізичних і механічних даних використовують для різних тютюнових виробів. Після збору врожаю тютюнове листя проходить стадії сортування, сушки, ферментації та інші (в залежності від виду тютюнового виробу) і лише тоді його допускають до утворення кінцевого продукту для споживача.
Див.також: Ціни на тютюнову сировину в Україні

## Цигарки
Цигарки чи папіроси — тютюнові вироби, що складаються з паперової гільзи, набитої тютюном, і спорядженої паперовим мундштуком.

## Тютюн для люльки

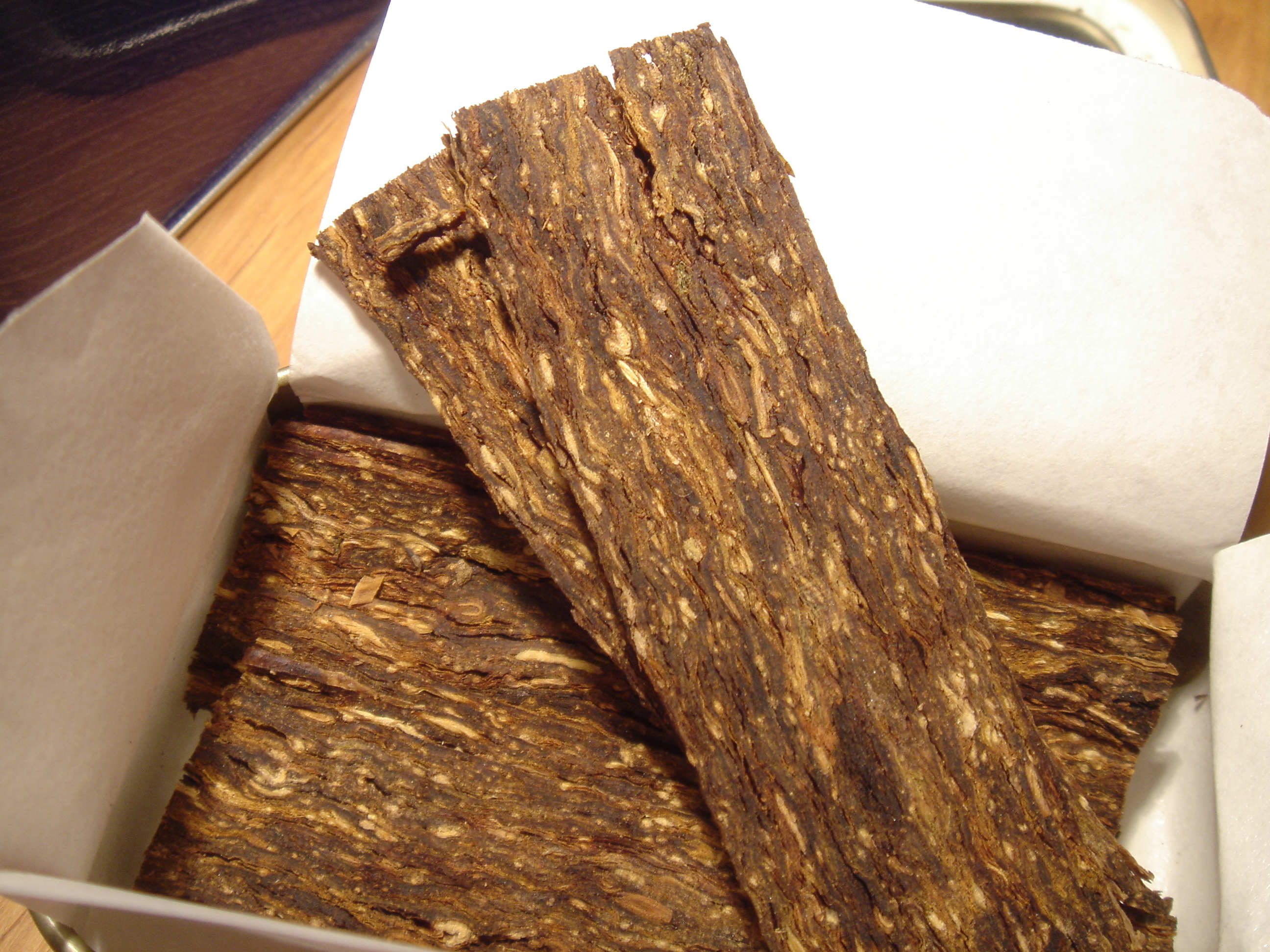
Люльковий тютюн (нарізка флейк)

Тютюн для люльки — збірна назва деяких видів тютюну та його сортів, що використовується для виготовлення сумішей (рідко монокомпонентні тютюни) та проходять спеціальні стадії обробки, з метою подальшого їх застосування саме для куріння в люльці. Головними відмінностями від інших видів тютюнових виробів є присутність етапів утворення сумішей (які відповідно вимагають використання великою кількості сортотипів тютюну) та велика різноманітність видів нарізок.

## Біді
Біді (гінді बीड़ी) — це тонкі, невеликі азійські аналоги сигарети, поширені в Індії, та деяких інших країнах Азії. являють собою нарізані листи необробленого тютюну з домішкою трав, загорнуті в лист коромандельського чорного дерева перев'язаний кольоровою ниткою. В 1970 роки поширились в США. На території країн СНД практично не зустрічаються. Завдячують своїй популярності на Батьківщині своєю дешевизною, за що отримали назву «сигарети для бідних». Масово виготовляються в домашніх умовах, зазвичай цілими сім'ями.

## Нюхальний тютюн

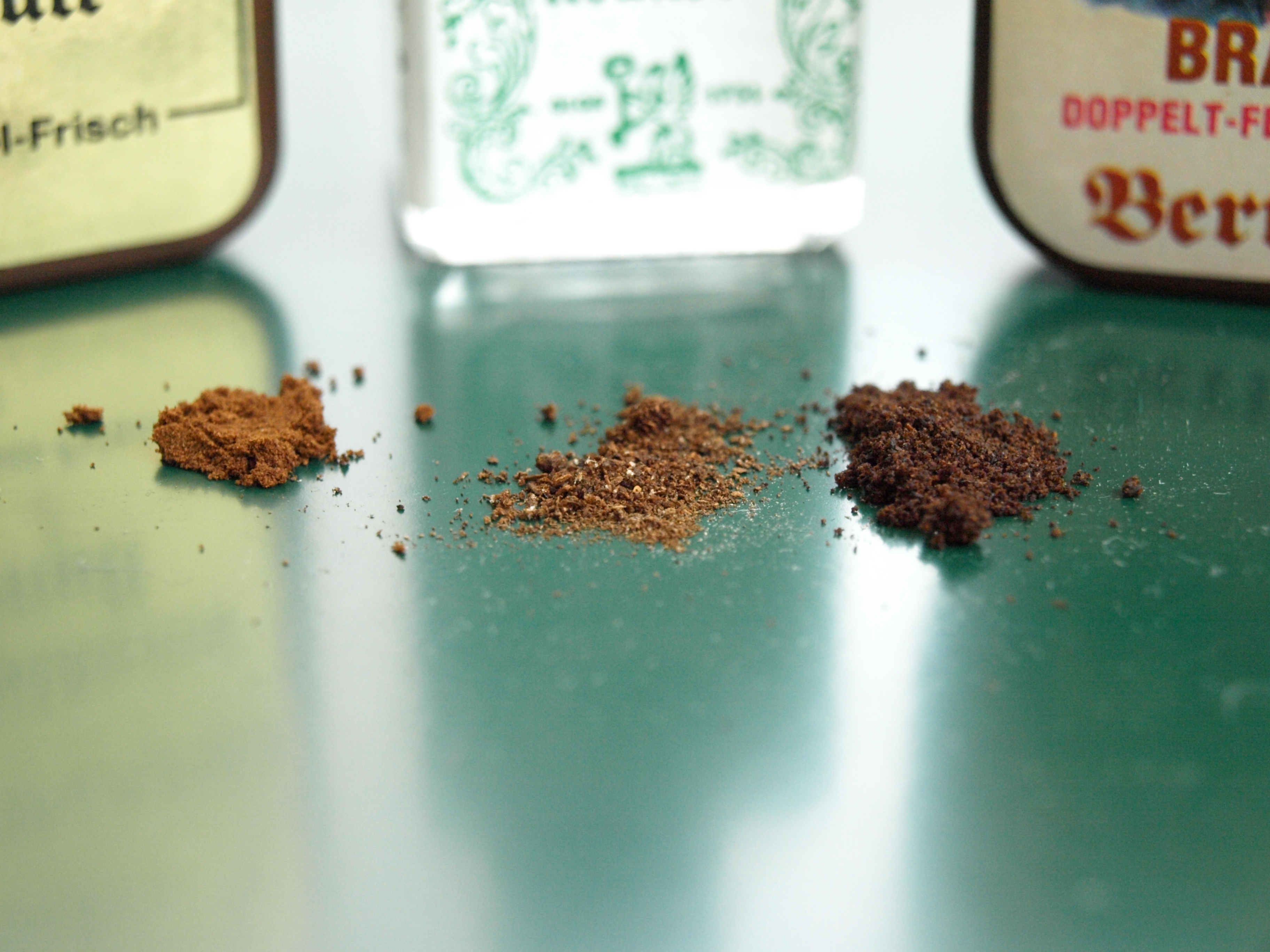
Нюхальний тютюн

## Жувальний тютюн

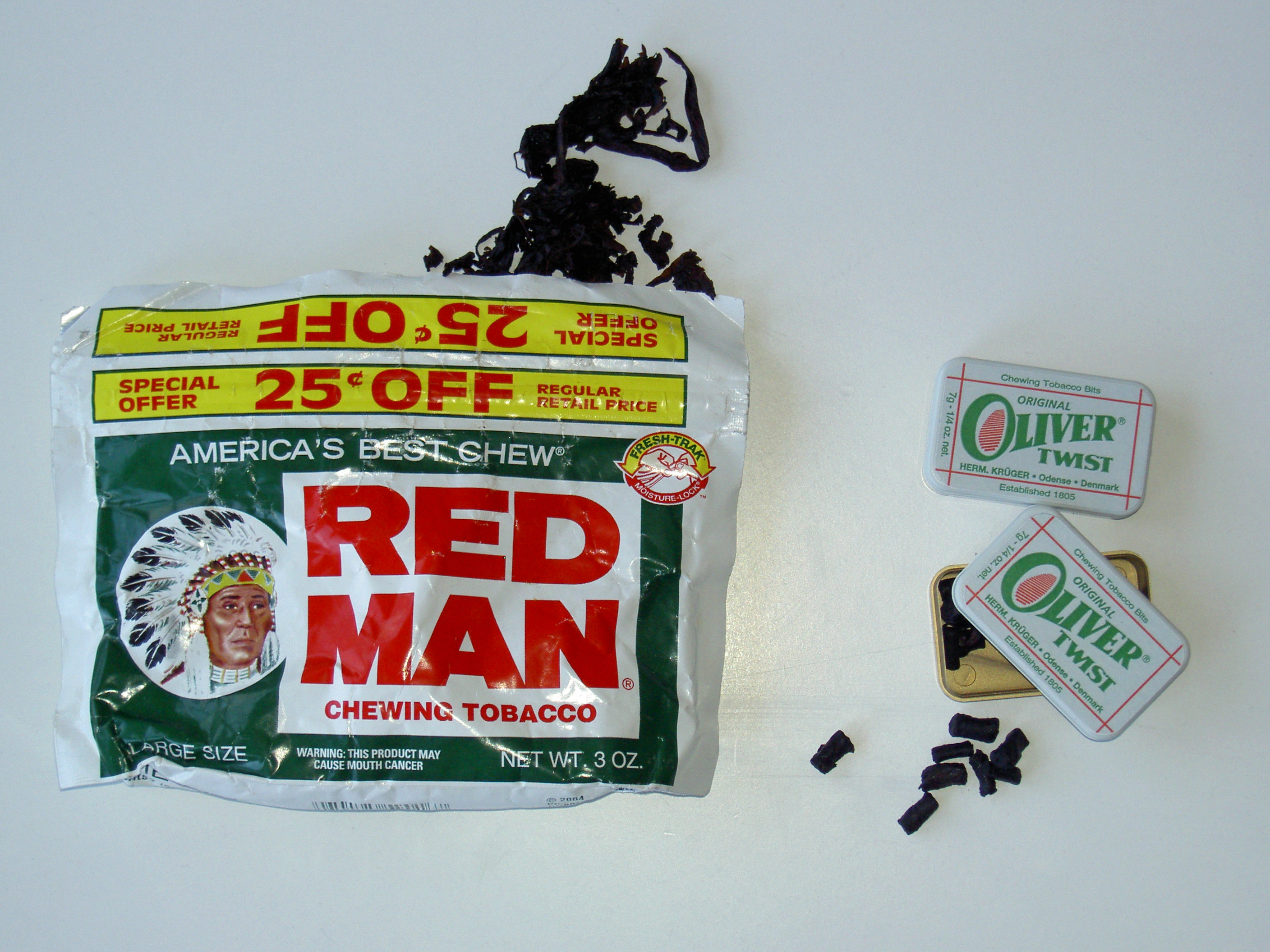
Жувальний тютюн

## Снус

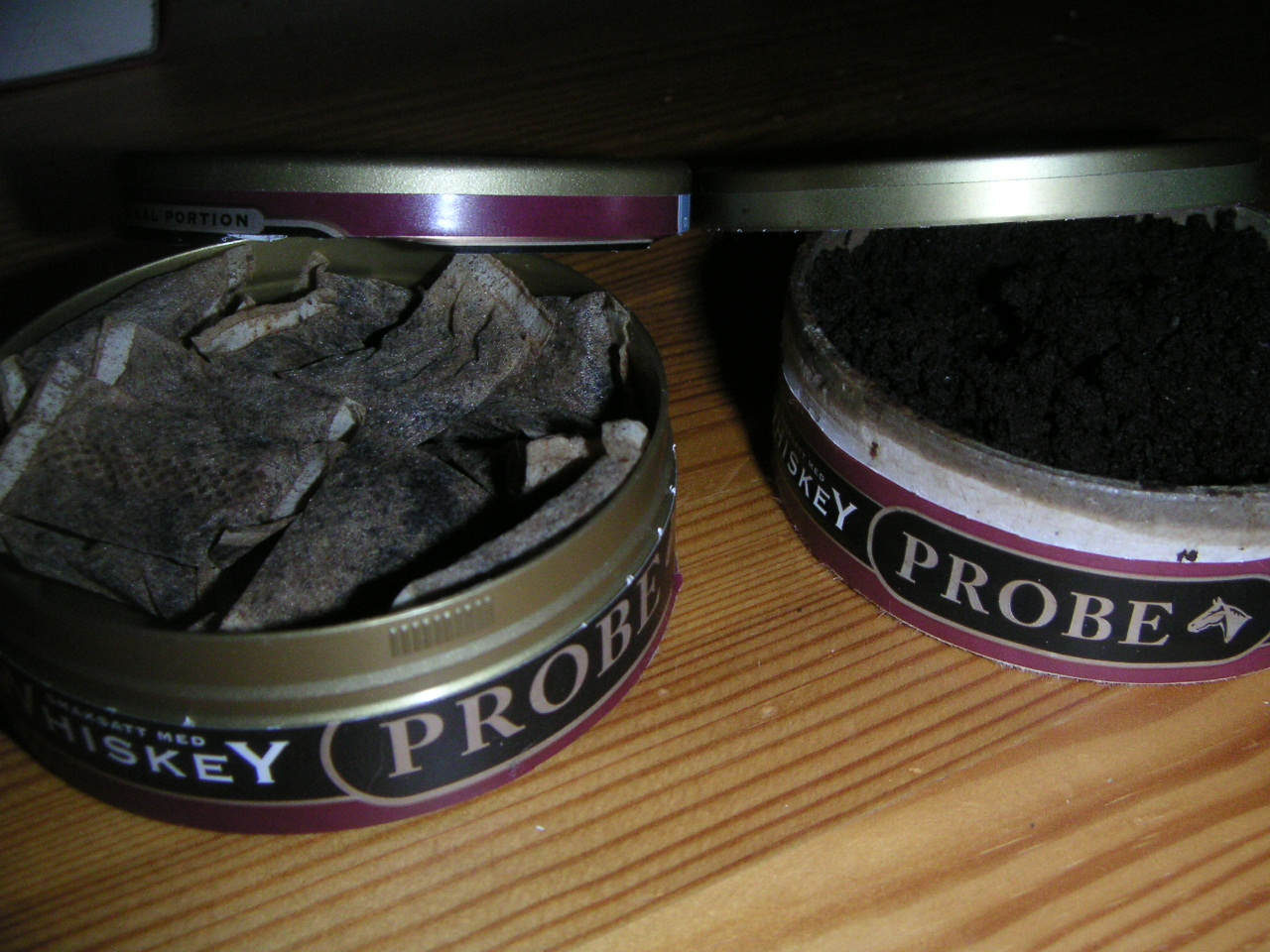
Снус (порційний зліва та розсипний справа)

## Антитютюнові кампанії
13 березня 2012 року в Україні було остаточно схвалено закон про повну заборону реклами сигарет. Заборона стосується не тільки реклами, а й будь-яких способів стимулювання продажів тютюнових виробів.
На думку експертів Світового банку, котрі вивчали досвід антитютюнових кампаній у 102 країнах світу, повна заборона реклами тютюну здатна зменшити паління на 6 — 7 %, тоді як часткова заборона лише призводить до переміщення реклами у незаборонені сегменти (наприклад, сигарети продають на касі й поряд розташована реклама). А у таких випадках паління зменшується тільки в межах 1 %. Представники тютюнової індустрії переконані й стверджують, що брак реклами тютюну не зменшить кількості нікотинозалежних.
За даними Держкомстату України підприємствами із виробництва харчових продуктів, напоїв та тютюнових виробів у 2010 році було реалізовано 16,7 % від всієї реалізованої промислової продукції, що відповідає другому місцю серед галузей переробної промисловості (після металургії та оброблення металу).
16 грудня 2012 р. набув чинності закон про повну заборону куріння в громадських місцях, зокрема, у закладах громадського харчування.
Відомо, що найбільші обсяги рекламних витрат здійснюються на маркові фасовані харчові продукти, лікарські препарати, косметику і тютюнові вироби, оскільки сім із десяти найбільших рекламодавців у світі виробляють саме ці товари.
Тютюнові компанії, за даними ВООЗ, витрачають сотні мільйонів доларів на спонсорство
спортивних заходів, команд і спортсменів, знаючи, що спортом захоплюються в молодому
віці.